# Susan Bassnett
Susan Bassnett (auch Susan Bassnett-McGuire, * 1945) ist eine britische Übersetzungswissenschaftlerin und Universitätsprofessorin. Sie ist Prorektorin an der Universität von Warwick und gründete im Jahr 1980 das Centre for Translation and Comparative Cultural Studies, an welchem sie bis zur Schließung 2009 auch unterrichtete. Im Laufe ihrer Karriere veröffentlichte sie mehr als 20 Bücher, von denen einige eine wichtige Stütze für die Übersetzungswissenschaft bilden.

## Leben
Susan Bassnett kam bereits während ihrer Kindheit mit vielen Sprachen in Kontakt. Da sie in England geboren wurde, lernte sie zuerst die englische Sprache. Später zog ihre Familie jedoch nach Dänemark, wodurch dänisch zu ihrer Zweitsprache wurde. Danach zog sie nach Portugal, wo sie portugiesisch lernte. Anschließend ging sie für ihr Studium nach Italien und lernte dort italienisch. Dort begann sie nach ihrem ersten Studienabschluss auch ihre Karriere. Sie lehrte an verschiedenen Universitäten weltweit, darunter auch Universitäten in den USA, bevor sie an die Universität von Warwick kam, wo sie bis heute als Professorin für vergleichende Literaturwissenschaft agiert. 2007 wurde sie zum Mitglied der Royal Society of Literature gewählt. Seit 2006 ist sie Mitglied der Academia Europaea.
Laut eigener Aussage sei ihre erste Publikation eine Übersetzung gewesen, sie habe jedoch nie die Absicht gehabt, als Übersetzer zu arbeiten.

“All my life I have had more than one language in my head. I translate to build bridges between languages and cultures and I write to understand the processes of bridge construction, today and in previous ages.”

## Persönliches
2005 verlor sie ihren Lebenspartner Clive Barker, der ebenfalls in Warwick als Theaterwissenschaftler lehrte.

## Bedeutende Werke
- Translation Studies. 1980.
- Comparative Literature. 1993.
- The Translator as Writer. 2006.

Zusätzlich zu ihren wissenschaftlichen Werken schreibt sie auch Gedichte, welche in dem Sammelband Exchanging Lives: Poems and Translations im Jahr 2002 publiziert wurden.

## Publikationen (Auswahl)
- Translation Studies. Routledge, London 1980.
- mit Ulrike Behrens, Gudrun G. Boch u. a.: Frauenstudien: Theorie und Praxis in den USA und Grossbritannien. Argument, Hamburg 1981.
- mit Piotr Kuhiwczak: Ariadne’s Thread: Polish Women Poets. Forest Books, Coleford 1988.
- mit André Lefevre: Translation, History and Culture. Bloomsbury Academic, London 1990.
- Knives and Angels: Women Writers in Latin America. Zed Books, London 1990.
- mit Peter Grundy: Language through Literature: Creative Language Teaching through Literature. Longman, London 1993.
- mit André Lefevre: Constructing Cultures: Essays on Literary Translation. Multilingual Matters, Bristol 1996.
- Studying British Cultures. Routledge, London 1997.
- mit Harish Trivedi: Post-colonial Translation: Theory and Practice. Routledge, London 1998.
- Exchanging Lives: Poems and Translations. Peepal Tree Press Ltd, Leeds 2002.
- mit Peter Bush: The Translator as Writer. Continuum, London 2006.
- mit Esperanca Bielsa: Translation in Global News. Routledge, London 2008.
- Ted Hughes. Writers and their Work Series. Northcote House, Tavistock 2008.
- als Mitherausgeberin: Political Discourse, Media and Translation. Cambridge Scholars Publishing, Newcastle upon Tyne 2011.